# Oksana Bytchkova
Oksana Bytchkova (russe : Оксана Бычкова), née le 18 juin 1972 à Donetsk (Union des républiques socialistes soviétiques), est une réalisatrice et scénariste russe.

## Biographie
Oksana Bytchkova naît à Donetsk mais grandit à Sakhaline. Immédiatement après l'école, elle entre à l'Université d'État de Rostov et en 1995 est diplômée du département de journalisme. Elle travaille comme journaliste radio. En 2000, devenue Moscovite, Oksana Bychkova entre dans les cours supérieurs de direction (atelier de Piotr Todorovski). Son premier long-métrage, Piter FM (2006), remporte un prix au Festival du film de Vyborg Window to Europe.
En 2008, sort son deuxième film, Plus un. Celui-ci remporte le prix du meilleur acteur pour Jethro Skinner au festival du film Kinotavr.
Son quatrième film Une autre année (une adaptation gratuite de la pièce d'Alexandre Volodin "Ne vous séparez pas de vos proches") reçoit en 2014 le prix principal The Big Screen Award au Festival du Film de Rotterdam.
En mars 2014, elle signe la lettre de soutien à l'Ukraine « Nous sommes avec vous ! » de KinoSoyouz.

## Filmographie

### Au cinéma
- 2006 : Piter FM (Питер FM)
- 2008 : Plus un (Плюс Один)
- 2014 : Une nouvelle année (Ещё один год)
- 2016 : Bons Baisers de Saint-Pétersbourg (Петербург. Только по любви)
- 2021 : Que veut Slava ? (Чего хочет Слава?)

## Récompenses et distinctions
- 2006 : prix du Meilleur premier film au Festival du cinéma russe à Honfleur pour Piter FM (Питер FM)
- 2008 : prix du Meilleur scénario au Festival du cinéma russe à Honfleur pour Plus un (Плюс Один), film qui voit également Madlen Djabraïlova (ru) remporter le prix du Meilleur rôle féminin et Jethro Skinner (ru) celui de Meilleur rôle masculin (ex aequo)
- 2014 : prix principal The Big Screen Award au Festival du Film de Rotterdam pour Une autre année